# 布哈拉州
布哈拉州是烏茲別克十二個州份之一。它涵蓋39,400平方公里，有人口1,384,700。布哈拉州下轄11個农业区，首府設於布哈拉市。

## 地理位置
布哈拉州位於烏茲別克中部。它與以下州份或國家相連（從北開始逆時針）：納沃伊州、卡拉卡爾帕克斯坦自治共和國、花拉子模州、土庫曼、卡什卡達里亞州。

## 行政区划
布哈拉州分为11个区，如下：
1. 阿拉特区（Olot）
2. 布哈拉区（Buxoro）
3. 瓦布肯特区（Vobkent）
4. 吉日杜万区（Gijduvon）
5. 占达尔区（Jondor）
6. 卡甘区（Kogon）
7. 卡拉乌尔巴扎尔区（Korovulbozor）
8. 卡拉库尔区（Korakul）
9. 佩什昆区（Peshku）
10. 罗米坦区（Romiton）
11. 沙菲尔坎区（Sbofirkon）

## 重要城镇
- 布哈拉市（Buxoro shahri）
- 阿拉特市（Alat）
- 卡拉科尔市（Karakol）
- 加拉西亚市（Galasiya）
- 加兹利市（Gazly）
- 吉日杜万市（Gidjduvan）
- 卡甘市（Kagan）
- 罗米坦市（Romitan）
- 沙夫里坎市（Shavirkan）
- 瓦布肯特市（Vabkent）

## 經濟
布哈拉州有著豐富的花岡石、石灰和硫磺儲藏。工業以棉花和布料生產為主。另外，布哈拉州亦蘊藏著天然氣和石油等資源。烏茲別克最大的石油提煉廠正坐落在布哈拉州內。